# Katharine McPhee
Katharine Hope McPhee-Foster (Los Ángeles, California, 25 de marzo de 1984) es una cantante, actriz y compositora estadounidense. Participó en la quinta edición (2006) de American Idol y quedó en segundo lugar después de Taylor Hicks. Más tarde fue conocida por su papel en la serie musical SMASH. Participó como Paige Dineen, personaje principal en Scorpion, de CBS.

## Primeros años

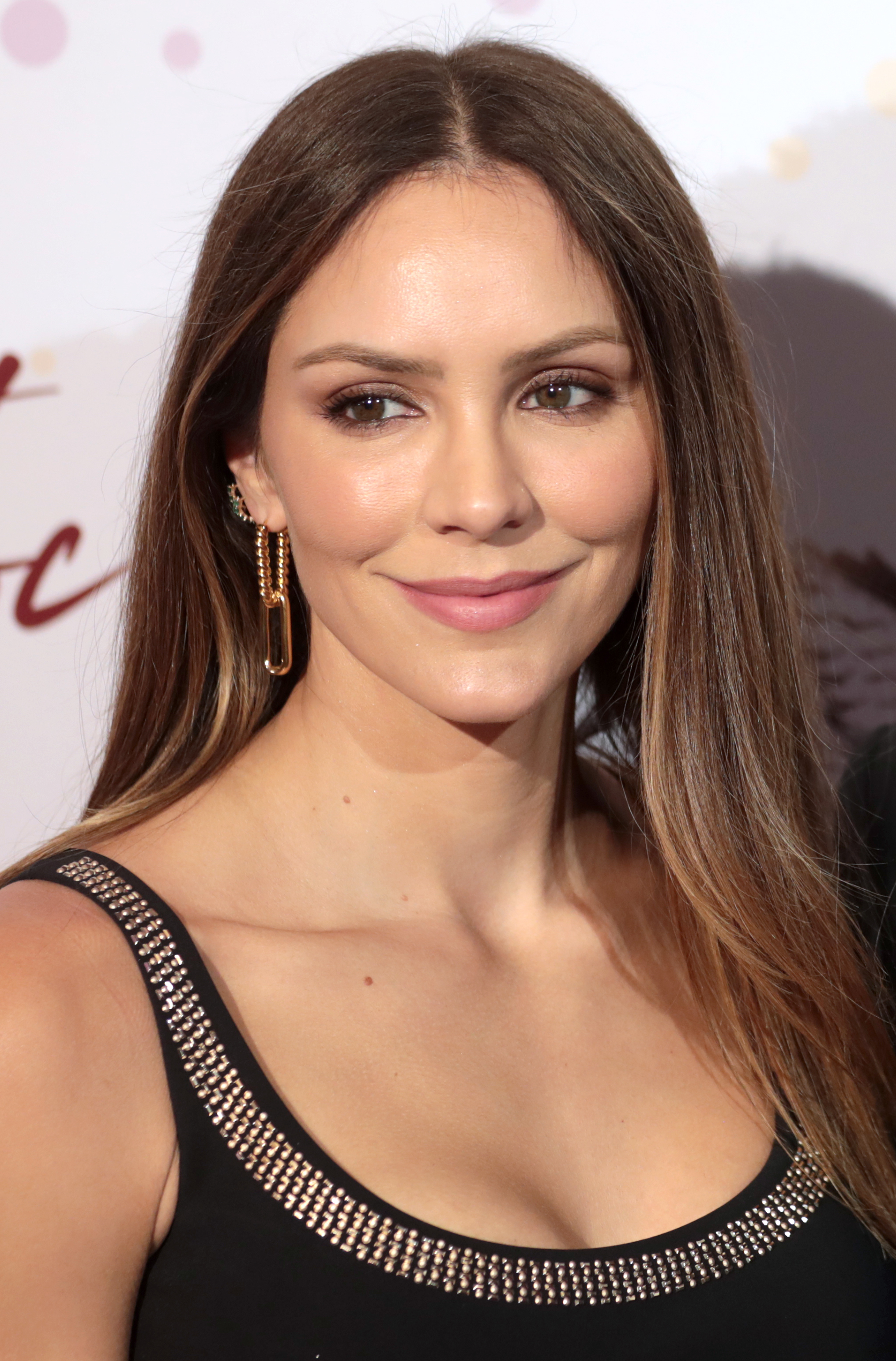
Katherine McPhee en la alfombra roja del Gateway Celebrity Fight 2022.

Katharine Hope McPhee nació el 25 de marzo de 1984 en Los Ángeles (California). A los doce años se mudó con sus padres y hermana a  Sherman Oaks, California. Su gran aptitud y capacidad provienen de su familia, en concreto de su madre, Patricia Burch McPhee, cantante de cabaré. Fue ella quien decidió educarla desde que descubrió su don, a la edad de dos años. Su padre, Daniel McPhee, es productor de televisión y su hermana mayor, Adriana Burch McPhee (nacida el 30 de junio de 1982), aspira a ser productora. McPhee tiene ascendencia irlandesa, escocesa y alemana.
En 2002, se graduó de la escuela secundaria Notre Dame High School. Tras ser rechazada en distintos cástines y audiciones, se presentó mediante audición convocada, en San Francisco, para American Idol. Logró llegar hasta la final del certamen, logrando una muy buena participación, pero perdió frente a Taylor Hicks.
En 2008 publicó su primer sencillo, "Over It".
Ese mismo año debutó como actriz en la película The House Bunny (La casa de las conejitas), actuando junto a Anna Faris.
Durante los años 2012 y 2013 coprotagonizó el drama musical de la cadena NBC Smash, en el papel de Karen Cartwright.
Actualmente se encuentra trabajando en la serie de la cadena CBS Scorpion (serie de televisión) como Page Dineen. También actúa como protagonista en el musical de Broadway “Waitress” haciendo el papel de Jenna.

### Vida personal
Tras salir con Nick Cokas por tres años, McPhee se casó con él el 2 de febrero de 2008.
El 22 de mayo de 2014, McPhee le pidió el divorcio a Cokas, tras "haber estado separados el último año". Su divorcio fue finalizado el 8 de febrero de 2016.
McPhee salió con su coestrella de Scorpion, Elyes Gabel, desde 2014 hasta 2016.
En junio de 2018, McPhee se comprometió con David Foster. El 28 de junio de 2019, Foster y McPhee se casaron en una iglesia de Londres. El 8 de octubre de 2020, se hizo público que Foster y McPhee estaban esperando su primer hijo juntos y el sexto de Foster. A finales de febrero de 2021 se anunció el nacimiento de su hijo, un varón.

## Álbumes
- Katharine McPhee (2007)
- Unbroken (2010)
- Christmas is the Time (To Say I Love You) (2010)
- Hysteria (2015)
- I Fall In Love Too Easily (2017)

## Sencillos
| Año  | Título                                  | Duración | Composición                                                | Discográfica   |
| ---- | --------------------------------------- | -------- | ---------------------------------------------------------- | -------------- |
| 2006 | "Somewhere Over the Rainbow/My Destiny" | 3:30     | Harold Arlen / E. Y. Yarburg                               | RCA            |
| 2007 | Over It                                 | 3:35     | Josh Alexander / Ruth-Anne Cunningham / Billy Steinberg    | BMG\RCA        |
| 2007 | *Love Story                             | 3:08     | Kara DioGuardi / Corte Ellis / Nate Hills                  | RCA            |
| 2008 | *Connected                              | 3:43     | Amy Powers / Guy Roche                                     | Koch Records   |
| 2008 | *Real Love (feat Elliott Yamin)         | 3:02     | Joe Belmaati / Mitch Hansen / Ne Yo / John Reid / Remee    | Concord        |
| 2009 | Had It All                              | 3:05     | Kara DioGuardi                                             | Verve Forecast |
| 2009 | Say Goodbye                             | 3:47     | Chris Lindsey / Hillary Lindsey / Aimee Mayo / Troy Verges | Verve Forecast |
| 2009 | I'll Be Home For Christmas (feat Emily) | 3:18     | Buck Ram/Kim Gannon/Walter Kent                            | Verve Forecast |
| 2010 | Terrified (feat Zachary Levi)           | 3:57     | Kara DioGuardi / Jason Reeves                              | Verve Forecast |
| 2010 | It's Not Christmas Without You          | 3:55     | Michelle Lewis / Katharine McPhee / Doug Petty             | Verve Forecast |

"Connected", para la banda sonora de "Barbie".

## Videos musicales
| Año  | Título                          | Álbum |
| ---- | ------------------------------- | ----- |
| 2007 | "Over It"                       |       |
| 2007 | *"Love Story"                   |       |
| 2007 | *"Connected"                    |       |
| 2010 | "Had it all"                    |       |
| 2010 | "Say Goodbye"                   |       |
| 2010 | "Terrified"                     |       |
| 2011 | "Its Not Christmas without you" |       |

## Filmografía

### Cine
| Año  | Película                        | Rol                     | Notas |
| ---- | ------------------------------- | ----------------------- | ----- |
| 2007 | Crazy                           | Chica Paramount         |       |
| 2008 | La casa de las conejitas        | Harmony                 |       |
| 2011 | You May Not Kiss the Bride      | Masha Nikitin           |       |
| 2011 | Shark Night 3D                  | Beth                    |       |
| 2012 | Peace, Love, & Misunderstanding | Cantante en un festival |       |
| 2017 | The Lost Wife of Robert Durst   | Kathie                  |       |
| 2018 | Bayou Caviar                    | Shelly                  |       |
| 2021 | The Tiger Rising                | Caroline Horton         |       |

### Televisión
| Año        | Serie                                   | Rol                       | Notas                                                     |
| ---------- | --------------------------------------- | ------------------------- | --------------------------------------------------------- |
| 2007       | lonelygirl15                            | Nueva amiga               | Serie WEB; episodio: "Truth or Dare"                      |
| 2007       | Ugly Betty                              | Ella misma                | Episodio: "I'm Coming Out"                                |
| 2009       | CSI: NY                                 | Odessa Shaw / Dana Melton | Episodio: "Prey"                                          |
| 2010       | Community                               | Amber                     |                                                           |
| 2012–2013  | Smash                                   | Karen Cartwright          |                                                           |
| 2012       | Family Guy                              | Madre Maggie              | voz; 1 episodio: "You Can't Do That on Television, Peter" |
| 2014       | In My Dreams                            | Natalie Russo             | película para televisión; protagonista                    |
| 2014– 2018 | Scorpion                                | Paige Dineen              |                                                           |
| 2016       | Lip Sync Battle                         | Ella misma                | Episodio "Katharine McPhee versus Jason Derulo"           |
| 2017       | La extraña desaparición de Kathie Durst | Kathie Durst              | película para televisión                                  |
| 2021       | Country Comfort                         | Bailey Hart               | Papel principal                                           |
| 2021       | The Masked Singer                       | Ice Cream                 |                                                           |